# 러우이샤오

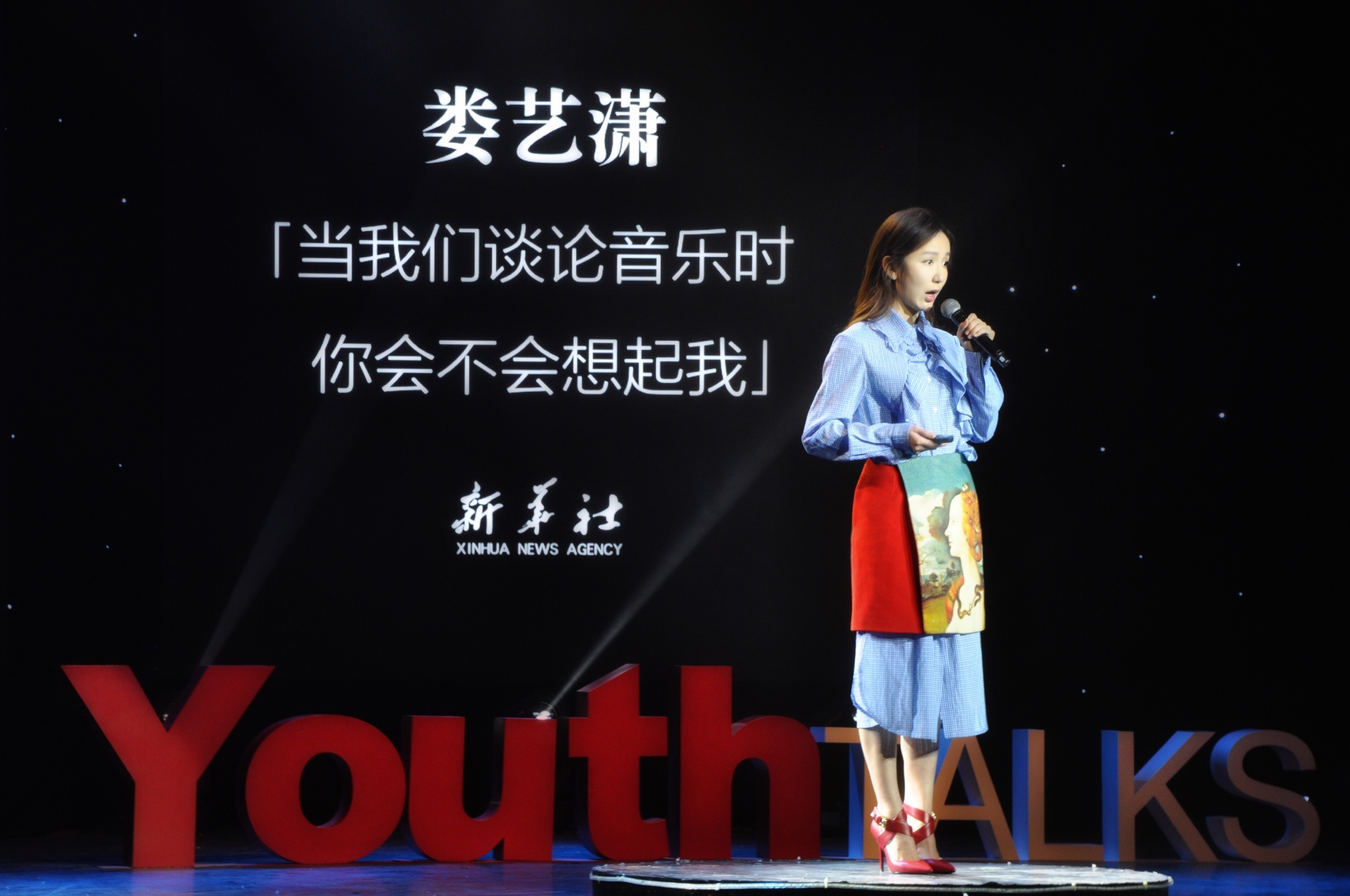

러우이샤오(중국어: 娄艺潇, 병음: Lóu Yìxiāo, 한자음: 루예소, 1988년 12월 27일 ~ )는 중화인민공화국의 배우이다.
랴오닝성 간징쯔구에서 태어났다.

## 방송
- 과계가왕 2
- 녹정기 2014
- 애정공우 4
- 애정유유약초향
- 애정자유천의